# Monuriki

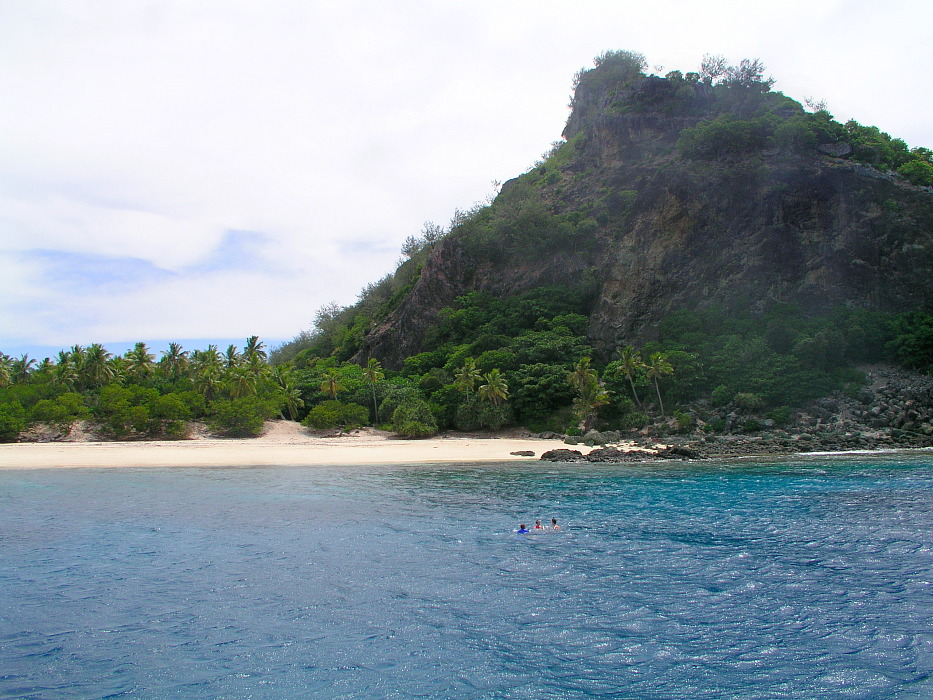
Monuriki

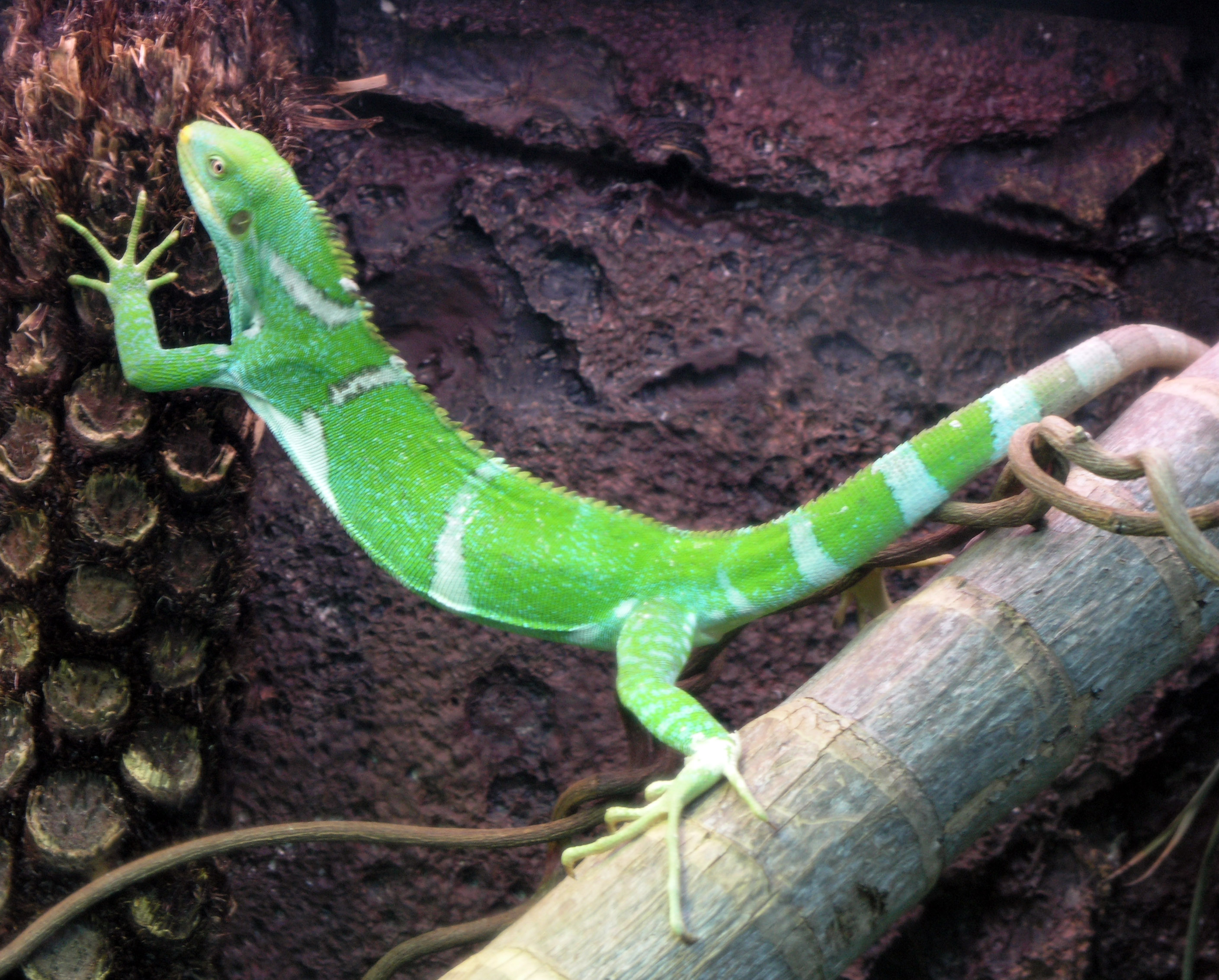
De Gekamde Fijileguaan

Monuriki is een onbewoond eiland. Het ligt voor de kust van Viti Levu en behoort tot de Mamanucaeilanden die weer onderdeel zijn van de Fiji-eilanden.
Monuriki is zo'n 1000 bij 500 meter. Het eiland wordt omringd door een koraalrif. Het bestaat verder uit rotsen en heeft een aantal kleine stranden. Het is dicht begroeid. Het hoogste punt ligt op ongeveer 178 meter.
Het is de locatie waar de film Cast Away is opgenomen, met Tom Hanks in de hoofdrol. Sinds de film is het eiland een toeristische attractie geworden.

## Flora en fauna
Op Monuriki komt de bijna uitgestorven Gekamde Fijileguaan (Brachylophus vitiensis) voor. Deze vormt een geslacht binnen de Fijileguanen.
Daarnaast is het een broedplaats voor de karetschildpad.
Op het eiland groeit de Pandanus en de kokospalm.